# Dals kyrka, Härnösands stift
Dals kyrka är en kyrka i Dals församling i Härnösands stift.

## Kyrkobyggnaden
Kyrkan uppfördes av sten under medeltiden, sannolikt vid mitten 1100-talet och helgades åt Sankta Agneta. 1757 utvidgades kyrkfönstren. 1819 avlägsnades det gamla vapenhuset av trä vid södra långsidan och kyrkan förlängdes åt väster och innertaket försågs med ett tredje stjärnvalv. En genomgripande ombyggnad genomfördes 1890 då ett kyrktorn byggdes till på västra sidan, ett nytt kor byggdes på östra sidan och sakristian av trä ersattes av en i sten på nordöstra sidan.

## Inventarier
- Dopfunten är av kalksten och härstammar från 1300-talet.
- Predikstolen tillverkades 1739 i barockstil av Magnus Granlund. Vid ombyggnaden 1890 byttes den ut mot en nyare, men återställdes vid en restaurering 1936-37.

## Orgel
1928 byggde E. A. Setterquist & Son, Örebro,  en orgel med 12 stämmor fördelade på två manualer.